# Leányfalu, Pesta
Leányfalu  este un sat în districtul Szentendre, județul Pesta, Ungaria, având o populație de 3.333 de locuitori (2011). 

## Demografie
Componența etnică a satului Leányfalu
     Maghiari (94,2%)
     Germani (2,13%)
     Necunoscut (2%)
     Alții (1,67%)
Componența confesională a satului Leányfalu
     Romano-catolici (35,28%)
     Fără religie (15,15%)
     Reformați (12,66%)
     Atei (2,1%)
     Luterani (1,14%)
     Necunoscută (32,31%)
     Alte religii (3,24%)
Conform recensământului din 2011, satul Leányfalu avea 3.333 de locuitori. Din punct de vedere etnic, majoritatea locuitorilor (94,2%) erau maghiari, cu o minoritate de germani (2,13%). Apartenența etnică nu este cunoscută în cazul a 2,0% din locuitori. Nu există o religie majoritară, locuitorii fiind romano-catolici (35,28%), persoane fără religie (15,15%), reformați (12,66%), atei (2,1%) și luterani (1,14%). Pentru 32,31% din locuitori nu este cunoscută apartenența confesională.